# 마이클 패레스

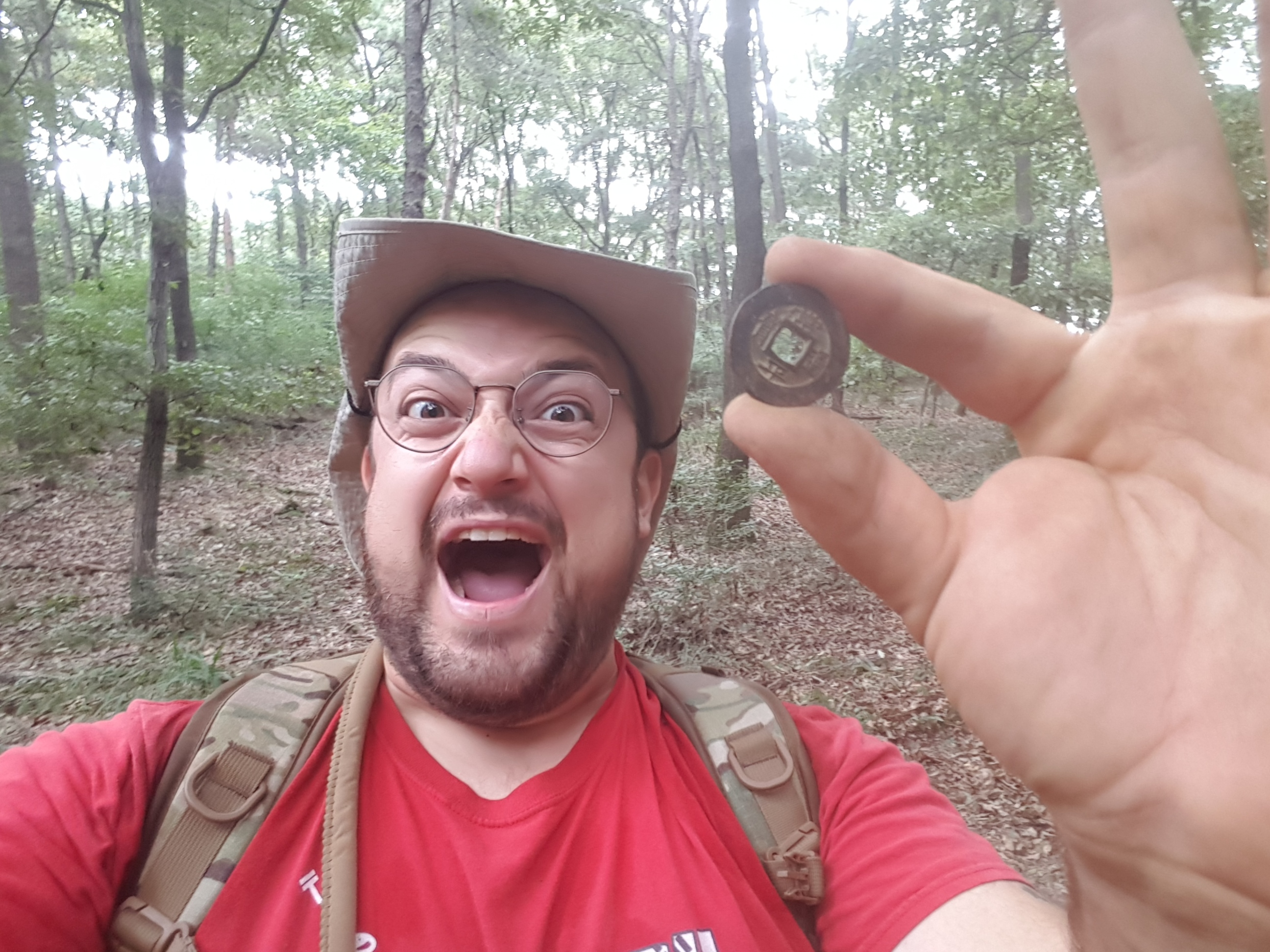
유튜브 채널 "미국아재", 금속탐지기로 옛날 한국화폐 발견하는 활동으로 촬영한다.

마이클 페리스(또는 패래스)(Michael Phares)는 대한민국 거주 미국인으로 현재 유튜브 채널 "미국아재"에서 금속탐지기로 옛날 한국화폐를 발견하고 구독자들에게 고려, 조선, 현행 주화에 대해 가르치고 있다.

## 생애
1988년 미국 버지니아주에서 태어나 이후 고등학교 졸업하고 바로 미육군에 입대 했다. 2007년 8월에 대한민국으로 파병하러 갔다. 한국육군군인들과 근무하면서 한국어를 열심히 배웠는데 2009년과 2010년 제9-10회 미8군 한국어웅변대회에서 2등을 두 번이나 했고 2011년 서울특별시 용산구에 있는 주한미군 기지에서 열린 미8군 한국어 웅변대회에 참가하여 "일본아 우기지마라! 독도는 한국땅이다!"라고 이야기로 우승을 거머쥐게 되었다. 2012년에 유튜버가 되었고 2013년에 다른 유튜브 계정을 만들었고 2014년에는 병장 제대한 상태다. 2015년부터 2020년까지 마이클은 한미연합군을 지원하러 한국에 다시 가고 한국어-영어 통변역사로 근무를 했는데 현재 유튜브 크리에이터 및 방송국 프리랜서이다. 유튜브 채널은 "미국아재"로 칭하고 있고 이후 가장 좋아하는 것은 한국의 역사와 연결된 동전이라고 한다.

## 출연작

#### TV 프로그램
- MBC 《대한외국인》
- History 채널 《트레져헌터》
- KBS 《제보자들》
- 대전 MBC 《아침이 좋다》
- 대전 MBC 《모든것 연구소 올랩》
- 여수 MBC 《고흥 愛 마을》
- EBS 《한국에 산다》
- 코미디TV 《치킨의 제왕》
- KBS 《이웃집 찰스》

## 화제
마이클 패레스는 주한미군 한국어 웅변대회에 출연했는데 독도는 한국 땅이라고 말했다.